# 亞納丘庫山 (帕斯科-蒂克拉卡揚)
10°27′12″S 75°53′27″W / 10.45333°S 75.89083°W
亞納丘庫山（Yana Chuku），是秘魯的山峰，位於該國中部帕斯科大區，由帕斯科省和蒂克拉卡揚區負責管轄，屬於安地斯山脈的一部分，海拔高度4,996米。